# 烏克蘭和平方案
烏克蘭和平方案，是烏克蘭向國際社會提出正當結束俄烏戰爭的倡議和外交平台。

## 歷史
2022年9月，烏克蘭總統弗拉基米爾·澤連斯基在聯合國大會上發表一段預先錄製的演說，重點提出實現和平的五大前提：對侵略行為的懲處、生命安全的保障、恢復國家安全與領土完整、提供安全保證以及自我防衛意志。
2022年11月15日的二十國集團峇里島峰會上，澤連斯基公佈包含10個要點的「和平方案」的具體內容。

## 方案
2022年11月，烏克蘭官方和媒體報導了一項包含以下10個重點的方案：
1. 確保核安全，尤其是扎波羅熱核電廠的運作安全；
2. 為亞非國家提供穩定的食品供應；
3. 加強能源安全並修復烏克蘭的能源設施；
4. 釋放所有被俘囚犯，並安排被綁架俄羅斯的烏克蘭兒童回國；
5. 按照《聯合國憲章》第2條，恢復2014年克里米亞危機前的俄烏邊界；
6. 俄羅斯軍隊全面撤出烏克蘭，並終止一切戰事；
7. 對俄羅斯入侵烏克蘭期間的戰爭罪行進行審判，並設立專門法庭處理俄羅斯的戰爭罪；
8. 評估生態破壞的程度，包括卡霍夫卡水壩大壩遭破壞所造成的影響，並對相關責任人進行起訴，同時進行恢復和重建工作；
9. 提供防範未來俄羅斯侵略的保障；
10. 召開一場具有法律效力的國際和平會議，並簽署國際條約。

## 反應
俄羅斯外交部部長謝爾蓋·拉夫羅夫表示：「這完全不可行，不可能實施。」
美國總統乔·拜登表示：「我們將繼續支持烏克蘭實現正當持久和平的外交努力。」
法國總統埃馬紐埃爾·馬克宏表示：「這項計劃……是進行對話的重要基礎，它應該會指引我們邁向一場國際和平會議。」
北約秘書長延斯·斯托爾滕貝格表示：「烏克蘭需要公正和可持續的和平，因此我強烈歡迎澤連斯基總統為實現這一目標而提出的十點計劃。」
烏克蘭總統澤連斯基總統指出，烏克蘭和平方案可以成為結束全球其他軍事衝突和解決全球問題的普遍基礎。

## 外交會議
烏克蘭和平方案在以下國際會議上討論（俄羅斯未被邀請）。
2023年6月24日，在丹麥哥本哈根舉行第一次會議，會議中有來自烏克蘭、美國、歐盟、英國、丹麥、巴西、印度、意大利、加拿大、德國、南非、沙地阿拉伯、土耳其、法國、日本及其他國家的國家安全顧問和代表參加.。
2023年8月5日至6日，在沙地阿拉伯吉達舉行第二次會議 ，會議中有來自西方國家以及巴西、埃及、印度、印尼、南非、韓國和中華人民共和國的42位代表參加。
2023年10月28日至29日，在馬爾他瓦萊塔舉行第三次會議，會議中有來自西方和全球南方的66位代表參加。新參與者中包括亞美尼亞、梵蒂岡和墨西哥。
在馬爾他的會議上，參與者通過一份文件，其中確認他們召開全球峰會的意圖，該峰會將在參與和平方案的國家領導人層面上舉行，預計所有烏克蘭和平方案的條款都將得到國家領導人的批准。
2023年12月1日，基輔舉辦了第十次工作會議，來自83個國家及三大國際組織的代表共商和平方案的落實事宜。烏克蘭方面的出席者包括烏克蘭國防部長魯斯捷姆·烏梅羅夫、烏克蘭司法部部長丹尼斯·馬柳斯卡、烏克蘭最高拉達副議長奧琳娜·康德拉蒂克、克里米亞韃靼人領袖兼最高拉達議員穆斯塔法·傑米列夫、人權活動者奧萊克桑德拉·馬特維丘克和烏克蘭總統辦公室主任安德里·葉爾馬克。
在會議上，United24大使理查德·布蘭森發表演說。國際非政府公眾人物組織長老會主席、愛爾蘭前總統瑪麗·羅賓遜、聯合國前秘書長潘基文也在會上發表講話，他們呼籲各國基於《聯合國憲章》的核心原則，共同努力確保烏克蘭能實現公正的和平。會議還強調有必要成立一個專門審理侵略罪行的特別法庭。

## 全球和平高峰會
烏克蘭總統辦公室副主任伊戈爾·若夫克瓦近日表示，一項包含10點的和平計劃將在2024年初一場世界領袖參與的全球峰會上進行深入討論。此外，瑞士領導人於2023年4月證實，一場旨在促進烏克蘭和平的高級別峰會已排定於2024年6月舉行。

## 另見
- 關於政治解決烏克蘭危機的中國立場